# 항공기관사

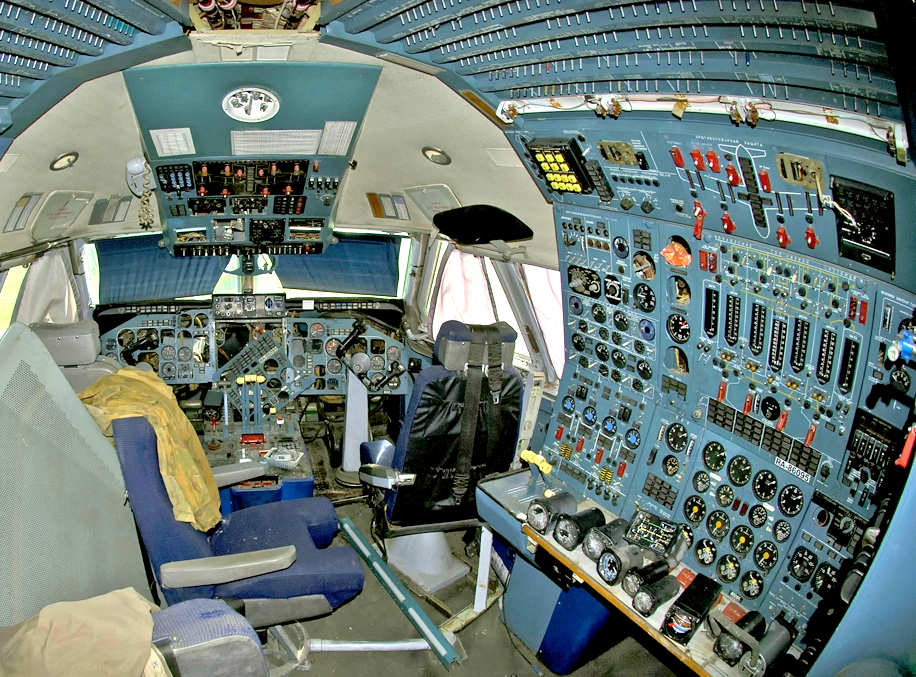
비행 엔지니어 자리가 오른쪽에 있는 비작동 4엔진 일류신 Il-86의 조종석

항공 엔지니어(영어: flight engineer (FE))라고도 불리는항공기관사(航空機關士)는 항공기 운항에 종사하는 직종의 항공 종사자이다.
항공기관사는 복잡한 항공기 시스템을 감시하고 운영한다. 항공의 초기 시대에는 항공기관사를 "공중 기계공"이라고 부르기도 했다. 항공기관사들은 더 큰 항공기들과 헬리콥터에서 여전히 발견할 수 있다. 대부분의 현대 항공기에서 이들의 복잡한 시스템은 전자 마이크로프로세서와 컴퓨터에 의해 감시되고 조정된다. 최근에는 항공기술의 발달로 인한 항법장비의 전자화로 인해 감소추세에 있다.

## 같이 보기
- 비행 관리 시스템